# Bad Berleburg
Bad Berleburg (bis 1971 und heute umgangssprachlich Berleburg; mundartlich Baealeborg) ist eine Kleinstadt im Südosten Westfalens im Kreis Siegen-Wittgenstein. Als Kreisstadt des ehemaligen Kreis Wittgenstein, welcher 1974 mit dem ehemaligen Kreis Siegen zusammengelegt wurde, kann sie mithin als Hauptstadt des Wittgensteiner Landes angesehen werden, dessen größte Stadt sie ist.
Die Stadt in ihrer heutigen Form als Großgemeinde entstand im Jahr 1975 im Zuge der Gebietsreform in Nordrhein-Westfalen (siehe dazu Abschnitt „Eingemeindungen“).

## Geographie

### Geographische Lage
Bad Berleburg liegt als flächenmäßig größte Stadt im Nordosten des Kreises Siegen-Wittgenstein mitten im Rothaargebirge. Nahe der Kernstadt befindet sich die Mündung der Odeborn in die Eder. Die Grenze im Westen ist gleichzeitig Kreisgrenze zum Kreis Olpe. Im Norden schließt sich der Hochsauerlandkreis (HSK) an, die Ostgrenze bildet die Landesgrenze zum Land Hessen. Die Stadt Bad Laasphe grenzt im Süden und die Gemeinde Erndtebrück im Südwesten an.
Etwa 23 Kilometer entfernt liegt die aus dem Wintersport bekannte Stadt Winterberg. Ehemals gehörten die Höhendörfer Langewiese, Neuastenberg, Mollseifen und Hoheleye mit zum Amt Berleburg, dessen Orte ansonsten mit dem Sauerland-Paderborn-Gesetz vom November 1974 größtenteils an die Stadt Bad Berleburg gingen. Sie gehören seither zu Winterberg und liegen im Hochsauerlandkreis.
Niedrigster Punkt des Stadtgebiets ist der Ausfluss der Eder bei Beddelhausen auf etwa 353,8 m ü. NHN im Südosten, während der höchste Punkt mit 789 m am Westhang von Ziegenhelle und Wallershöhe im äußersten Nordosten liegt. Höchster Gipfel ist der des 771,2 m hohen Albrechtsbergs am Rothaarkamm im Norden, der jedoch nur halbseitig in Stadt und Landkreis liegt. 

### Stadtgliederung
Die Kernstadt Bad Berleburg liegt in die Länge gezogen rechts und links an den Hängen des Tals der Odeborn, einem Nebenfluss der Eder. Im Tal liegen der Bahnhof, die Einkaufsstraße Poststraße und der Marktplatz. Die Oberstadt ist geprägt von größtenteils gut erhaltenen schiefergedeckten Fachwerkhäusern und wird überragt vom Schloss mit Schlosshof und Orangerie. Ebenfalls in der Oberstadt befindet sich die evangelische Stadtkirche und der Goetheplatz, um den sich einige gastronomische Betriebe versammeln. Die Kernstadt hat ca. 7000 Einwohner.
Die insgesamt 22 nominellen Außenstadtteile sind in Größe und Struktur sehr verschiedenartig. Die beiden einwohnerschwächsten Stadtteile, die Weiler Stünzel und Christianseck, bestehen neben den namensgebenden Wohnplätzen noch aus jeweils zwei anderen. Auch Rinthe und Hemschlar haben jeweils keine eigene Kirche und gehören zum Kirchspiel Raumland. Schüllar verfügt ebenfalls über keine eigene Kirche, jedoch steht unmittelbar angrenzend in Wemlighausen eine gemeinsame.
Die größeren Dörfer Aue und Wingeshausen im Westen teilen sich in vielerlei Hinsicht ihre Infrastruktur und verfügen auch über einen gemeinsamen Dorfverein. Die Zuordnung einiger Straßenzeilen zu Wingeshausen (Hauptstraße: gerade Hausnummern über 50; In der Müsse: Hausnummern bis 38 (gerade) und bis 31 (ungerade), Im Feld) entspricht auch nicht der von Laien erwarteten, sondern den historischen Gemarkungen. An anderer Stelle folgen die nominellen Stadtteile wiederum nicht der Gemarkung; so liegt der Wohnplatz Garsbach auf Elsoffer Gemarkung, zählt jedoch zu Christianseck.
Zur Stadt Bad Berleburg gehören die folgenden 23 Stadtteile:
| Ortsteil      | Höhe ü. NHN | Fluss Ort Nr.            | Fläche [km²] | Ein- wohner | EW /km² | Teilorte                                             | Lage im Stadtgebiet           |
| ------------- | ----------- | ------------------------ | ------------ | ----------- | ------- | ---------------------------------------------------- | ----------------------------- |
| Alertshausen  | 437         | Elsoff3                  | 4,61         | 259         | 56      |                                                      | äußerster Osten               |
| Arfeld        | 384         | Eder5 (, Leisebach2)     | 12,57        | 811         | 65      | Teilorte Im Ahlen und Stedenhof                      | südöstlich der Kernstadt      |
| Aue           | 431         | Eder1 (, Kappel2)        | 10,86        | 851         | 78      | Teilort Müsse (tw.)                                  | Westen                        |
| Bad Berleburg | 420         | Odeborn4                 | 43,30        | 6950        | 161     | Weiler Meckhausen                                    | Zentrum und Nordnordwesten    |
| Beddelhausen  | 359         | Eder7                    | 8,38         | 431         | 51      | Weiler Vorm Tiefenbach                               | äußerster Südosten            |
| Berghausen    | 423         | Eder2                    | 17,81        | 1356        | 76      | Weiler Trüfte und Sauseifen                          | südwestlich der Kernstadt     |
| Christianseck | 600         | Mennerbach1              | 6,01         | 93          | 15      | Wohnplätze Garsbach, Hainhof                         | Osten                         |
| Diedenshausen | 503         | Elsoff2                  | 6,16         | 305         | 50      | Teilort Seibelsbach                                  | äußerster Ostnordosten        |
| Dotzlar       | 437         | Eder4                    | 6,34         | 773         | 122     | Teilort Laubroth, Weiler Meckhausen                  | südsüdöstlich der Kernstadt   |
| Elsoff        | 383         | Elsoff4 (, Mennerbach2)  | 16,39        | 606         | 37      |                                                      | äußerster Ostsüdosten         |
| Girkhausen    | 484         | Odeborn1                 | 24,03        | 799         | 33      | Weiler/Vorort Repprighausen                          | äußerster Nordnordosten       |
| Hemschlar     | 470         | Rinther Bach             | 3,78         | 300         | 79      | Weiler Renfte                                        | Südsüdwesten                  |
| Raumland      | 416         | Eder3 (, Odeborn5)       | 5,56         | 1316        | 237     | Teilort Markhausen                                   | südsüdwestlich der Kernstadt  |
| Richstein     | 438         | Leisebach1               | 14,61        | 364         | 25      | diverse Wohnplätze                                   | äußerster Südosten            |
| Rinthe        | 484         | nah Altmühlbach          | 4,02         | 127         | 31      |                                                      | äußerster Südsüdwesten        |
| Sassenhausen  | 550         |                          | 5,97         | 232         | 39      |                                                      | Süden                         |
| Schüllar      | 473         | Odeborn2                 | 11,01        | 194         | 18      | Höhenweiler Kühhude                                  | nordnordöstlich der Kernstadt |
| Schwarzenau   | 372         | Eder6                    | 5,45         | 731         | 134     | Teilort (Obere/Untere) Hüttenthal                    | Ostsüdosten                   |
| Stünzel       | 600         |                          | 5,26         | 52          | 10      | Wohnplätze Drehbach und Sohl                         | äußerster Süden               |
| Weidenhausen  | 523         |                          | 4,95         | 421         | 85      |                                                      | Süden                         |
| Wemlighausen  | 447         | Odeborn3 (, Schwarzenau) | 11,21        | 718         | 64      |                                                      | nordöstlich der Kernstadt     |
| Wingeshausen  | 456         | Kappel1                  | 32,67        | 1595        | 49      | Teilorte Bracht, Teilort Müsse (tw.), Weiler Homberg | äußerster Westnordwesten      |
| Wunderthausen | 532         | Elsoff1                  | 14,37        | 519         | 36      | Weiler Landebach                                     | äußerster Nordosten           |

## Geschichte

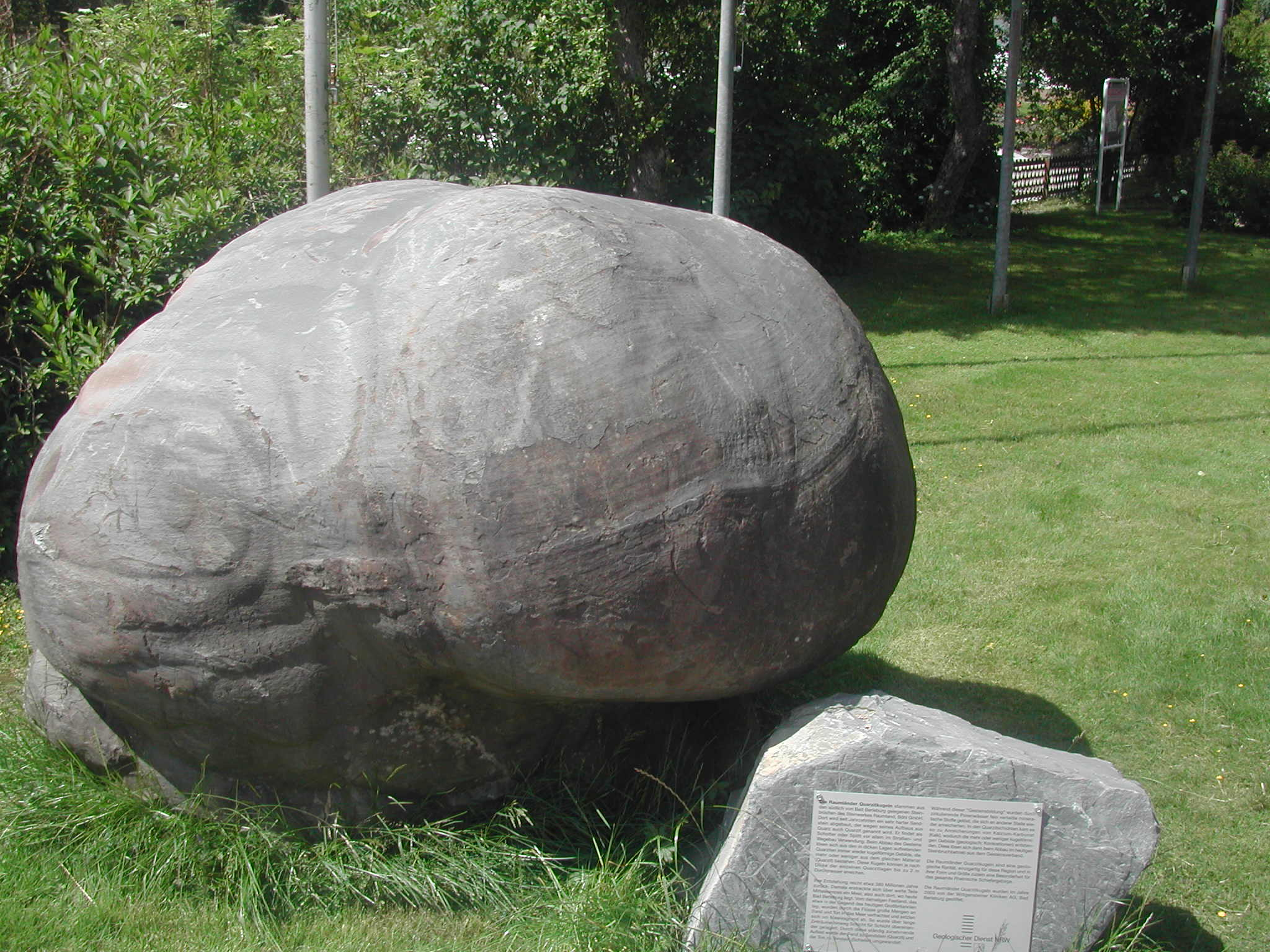
Quarzitkugeln

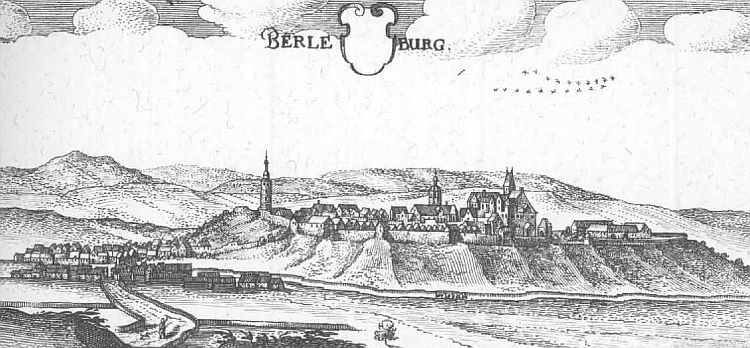
Bad Berleburg – Auszug aus der Topographia Hassiae von Matthäus Merian, 1655

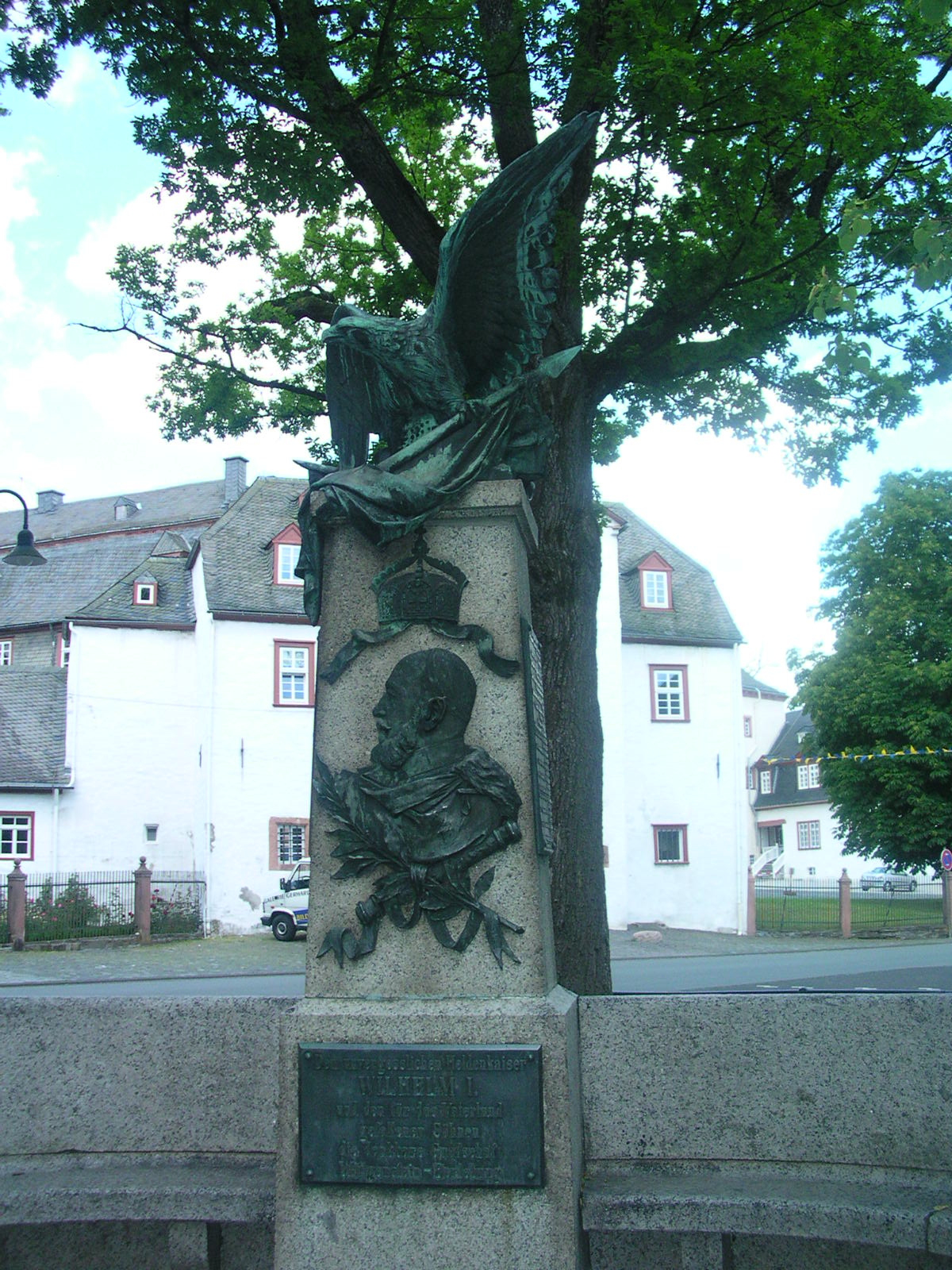
Kaiser-Wilhelm-Denkmal

### Frühgeschichte und Mittelalter
Grabungsfunde bestätigen die Besiedelung des heutigen Stadtgebietes bereits im 7. Jahrhundert vor Chr. Auf den Burgbergen bei Aue, Dotzlar und Wemlighausen sind Spuren von Ringwallanlagen aus dieser Zeit zu finden. Für die Zeit bis zum 8. Jahrhundert fehlen allerdings Hinweise auf eine Besiedelung des Landes.
Die Stadtteile Arfeld und Raumland sind bereits in den Jahren 800/802 nach Chr. urkundlich erwähnt. Aus dem Jahr 1059 liegen Urkunden vor, die die Siedlungen Alertshausen, Beddelhausen, Elsoff und Schwarzenau bestätigt. Im Jahre 1174 wurde erstmals der Name Widechinstein erwähnt. Die Ortschaft Berleburg wird in den Urkunden des Klosters Grafschaft erstmals 1258 als Berneborg erwähnt (in der Bedeutung ‚Bärenburg‘ oder ‚Burg des Bero‘). Die Burg ging am 30. März 1258 an den Grafen Siegfried I. und den Klostervogt Adolf I. von Grafschaft über. 1322 wurde die Doppelherrschaft in Berleburg durch Widekind von Grafschaft beendet, als er zu Gunsten Siegfrieds II. von Wittgenstein auf seine Rechte an der Stadt verzichtete. Als dieser als letzter in dem Geschlecht der Wittgensteiner Grafen starb, trat sein Schwiegersohn Salentin von Sayn das Erbe an und begründete das Haus Sayn-Wittgenstein. Wüstungen sind Madeshausen sowie das 1395 erwähnte Hadebirshausen.
Baureste zeugen von einem mittelalterlichen Kloster Bubenkirche.

### Frühe Neuzeit
1488 und 1522 wüteten Großfeuer in der Stadt, die diese weitgehend vernichteten.
1506 wurde die Grafschaft Wittgenstein geteilt und Graf Johann bezog das alte Jagdschloss Berleburg und erhob die kleine damit verbundene Stadt zu seiner Residenz. Damit begann die spezielle Entwicklung der Stadt, die sie in den nächsten Jahrhunderten prägen sollte. Zwar starb die neue Linie des Hauses Sayn-Wittgenstein mit Graf Johann aus, aber sein Neffe Graf Ludwig d. Ä. aus der Südgrafschaft verlegte nach Übernahme der Gesamtregierung und Heirat 1559 ebenfalls seinen Wohnsitz auf die Berleburg und baute das Schloss aus.
Nach dem Tode Graf Ludwigs des Älteren im Jahre 1605 entwickelte sich Berleburg nach einer abermaligen Landesteilung zur Haupt- und Residenzstadt der Nordgrafschaft Sayn-Wittgenstein-Berleburg, die im 18. Jahrhundert ein Zentrum der radikal-pietistischen Inspirationsbewegung in Deutschland war. Zwischen 1726 und 1742 wurde dort die bekannte Berleburger Bibel (umfasst acht Foliobände) gedruckt.
Der religiösen Toleranz in den beiden Wittgensteiner Grafschaften entsprach eine Duldungshaltung gegenüber mehreren Familien von in der zeitgenössischen Diktion als „Heiden“ bezeichneten Sinti. Sie waren im militärischen und polizeilichen Dienst sowie als Bauarbeiter für die Wittgensteiner Landesherren tätig und hatten sich um die Mitte des 18. Jahrhunderts auf dem gräflichen Hofgut bei Saßmannshausen niederlassen können. Gegen Ende des Jahrhunderts wechselten einzelne von ihnen in die Berleburger Vorstadt. Dort siedelten sich im 19. Jahrhundert und verstärkt seit der Reformierung des preußischen Niederlassungsrechts Familien von Sinti und von Jenischen in dem traditionellen Armenviertel am Bach Lause sowie am Altengraben und im benachbarten Hemschlar an. Von der Mehrheitsbevölkerung und den Behörden wurden sie unterschiedslos mit dem stigmatisierenden Etikett „Zigeuner“ belegt und die Siedlung insgesamt als „Zigeunerkolonie“ bezeichnet.

### Neuzeit
Im Gebiet um Raumland und Dotzlar wurde bereits im 16. Jahrhundert Schiefer abgebaut. Insgesamt gab es im Gebiet ca. 40 Gruben, wovon die Gruben Hörre, Limburg und Delle die bekanntesten sein dürften. Erzbergbau war um Bad Berleburg im Vergleich zu anderen benachbarten Gebieten nur sehr vereinzelt vorzufinden. So gab es einige kleinere Gruben um Wingeshausen, Aue und bei Diedenshausen. Die meisten Mutungen wurden im 19. Jahrhundert eingelegt. Abbau existiere aber bereits zum Teil seit dem Mittelalter. Heute deuten lediglich ein paar verbliebene Halden und Stollenmundlöcher auf die einstige Bergbautätigkeit hin. 
Wittgenstein wurde 1806 dem Großherzogtum Hessen-Darmstadt unterstellt. Durch die Neuordnung des Deutschen Bundes fiel Wittgenstein durch einen Vertrag zwischen Österreich, Preußen und Hessen-Darmstadt vom 30. Juni 1816 an Preußen und wurde infolge der königlichen Kabinettsorder vom 23. Februar 1817 dem Regierungsbezirk Arnsberg in der preußischen Provinz Westfalen zugeteilt. Berleburg war Kreisstadt des neu gegründeten Kreises Wittgenstein.
1825 kam es zu einem verheerenden Stadtbrand, der einen Schaden von einer Viertelmillion Mark verursachte. In Berleburg gab Heinrich Matthey 1852 mit dem Wittgensteiner Kreisblatt die erste im Kreis Wittgenstein hergestellte Wochenzeitung heraus.
Mit dem Bau der Bahnstrecke Erndtebrück–Berleburg nach Berleburg 1911 setzte die Industrialisierung ein, zunächst allerdings nur auf die Holzwirtschaft beschränkt. Weitere Industriezweige kamen erst nach dem Zweiten Weltkrieg hinzu.

#### Nationalsozialismus
In großer Zahl wechselten die Wittgensteiner Wähler seit der Reichstagswahl 1930 zu den Nationalsozialisten. Mit 35,1 % der Stimmen für die NSDAP setzten sich die Kreisstädter an die Spitze des neuen Trends (Reich: 18,3 %). Bei der Reichspräsidentenwahl 1932 bekam Hindenburg 35,2 % (Reich: 53 %), Hitler 49,4 % (Reich: 36,8 %; übriges Wittgenstein: 65,0 %). Die drei Reichstags- und Landtagswahlen 1932 erbrachten für die Nationalsozialisten überdurchschnittliche absolute Mehrheiten von 53,8, 51,9 und 52,4 % (übriges Wittgenstein: 69,4, 65,5 und 67,4 %).
Die Machtergreifung der verbündeten Rechtskräfte („Kabinett Hitler“) am 30. Januar 1933 wurde in der Region bis ins kleinste Dorf volksfestmäßig mit Fackelzügen, Freudenfeuern und Festveranstaltungen gefeiert.
Ein erstrangiger Angriffspunkt von Bürgermeister und Stadtverwaltung wurden die als „Zigeuner“ diffamierten und diskriminierten Berleburger aus der Vorstadt am Berg (An der Lause). Dabei ging es im Wesentlichen darum, Mittel für eine aktive Sozialpolitik zugunsten der Mehrheitsbevölkerung durch Vertreibung und Vernachlässigung „Minderwertiger“ zu beschaffen. Bereits kurz nach der Machtübergabe strebte der Bürgermeister die Deportation der Minderheit in ein überwachtes Barackenlager „an abgelegener Stelle der Lüneburger Heide“ an. Wie bei zahlreichen nachfolgenden Maßnahmen ging die Ortsbehörde weit über die von den Oberbehörden und zentralstaatlich gesetzten Grenzen hinaus. Zahlreiche kommunale, zentralstaatliche, privatwirtschaftliche Instanzen, Kirchengemeinden und Einzelpersonen trugen in einem verzweigten Arbeitsverbund die Ausschlusspolitik. Es kam u. a. zu lokalen Zuzugs-, Einkaufs-, Schulverboten, zur zeitweiligen Einschließung des Bergs („Belagerung“) und zu zahlreichen, meist nicht genehmigten Sterilisierungsanträgen.
Am 16. Dezember 1942 ordnete der Auschwitz-Erlass an, „Zigeunermischlinge (auch „Meckese“ genannt), Ròm-Zigeuner und nicht deutschblütige Angehörige zigeunerischer Sippen balkanischer Herkunft … in ein Konzentrationslager einzuweisen“. Die Ausführungsbestimmungen nahmen u. a. „sozial angepasst“ Lebende, die schon vor Kriegsbeginn in „fester Arbeit“ gestanden hatten und eine „feste Wohnung“ hatten, aus, was vollständig auf die Berleburger zutraf. Die entscheidende lokale Selektionskonferenz setzte sich darüber hinweg. 134 Menschen vom „Berg“ und vom Altengraben, etwa die Hälfte Kinder, das jüngste drei Monate alt, wurden am 9. März 1943 in das „Zigeunerlager Auschwitz“ deportiert. Neun überlebten.
Die verlassenen Häuser wurden zunächst durch Angehörige der Mehrheitsbevölkerung geplündert und verwüstet, bevor Stadtverwaltung und Finanzamt systematisch die verbliebene Ausstattung an sich nahmen, zu eigenen Zwecken verwendeten oder verkauften.
1935 war auf einem Transparent gegenüber dem Bahnhof zu lesen: „Juden sind hier unerwünscht.“ Als in der Pogromnacht am 9. November 1938 die Berleburger Synagoge verwüstet und das Inventar auf dem Marktplatz verbrannt wurde, beteiligten sich über den Parteikader hinaus viele Berleburger, zustimmend als Zuschauer oder aktiv. Schaufenster und Wohnhausfenster wurden eingeschlagen, Geschäfts- und Wohnungseinrichtungen demoliert und geplündert. Im Amtsbezirk gab es Ausschreitungen zumindest in Schwarzenau und mutmaßlich auch in Beddelhausen. Im Anschluss daran wurden die jüdischen Männer in das KZ Sachsenhausen deportiert. Vermehrt flüchteten jüdische Berleburger ins Ausland und in die Großstädte. Das hinterlassene Eigentum ging an die Mehrheitsbevölkerung und den Staat.
Von den am 28. April 1942 ins Ghetto Zamość (Polen), am 27. Juli 1942 in das KZ Theresienstadt und am 27. Februar 1943 in das KZ Auschwitz-Birkenau deportierten 25 Berleburgern überlebte nur ein Mensch. Zehn von ihnen wurden aus ihren Fluchtorten verschleppt. Im September 1944 ging ein Transport von „jüdisch Versippten“ aus Mischehen sowie von „jüdischen Mischlingen ersten Grades“ zur Zwangsarbeit in verschiedene Arbeitslager der Organisation Todt (Sonderkommando J). 1942 wurden 18 Schwarzenauer, 10 davon inzwischen weggezogen, 3 inzwischen weggezogene Arfelder, 4 Beddelhäuser und 7 Elsoffer deportiert, von denen keiner überlebte. 1944 wurde eine mit einem Nichtjuden verheiratete Schwarzenauerin mit ihrer Tochter zur Zwangsarbeit nach Berlin verschleppt. Sie überlebten beide. Die Deportationen hatten einen weiteren Umverteilungsschub zur Folge.
Von den zu Beginn der 1930er Jahre etwa 3300 Einwohnern wurden etwa 8 % als „Zigeuner“, Juden, „Asoziale“ oder Kommunisten – die Zuordnungen überschnitten sich – in die nationalsozialistischen Konzentrationslager verschleppt, die sie überwiegend (etwa 170 oder 5 % der Bevölkerung) nicht überlebten. Hinzuzufügen sind die Opfer der NS-Krankenmorde (Aktion T4 und Aktion 14f13). Damit dürfte Berleburg zu den am stärksten von der nationalsozialistischen Vernichtungspolitik betroffenen deutschen Städten gehören.
Die einzigen beiden Strafprozesse gegen Verantwortliche des Porajmos an den europäischen Roma, die mit Verurteilungen endeten, hatten Ereignisse in Berleburg bzw. Handlungen von Akteuren aus Berleburg zum Gegenstand (1948/49, 1987–1991, jeweils vor dem Landgericht Siegen).
Nach Phasen des Schweigens und der Kontroverse gibt es inzwischen Gedenksteine für die beiden rassistisch verfolgten Minderheiten. Am 18. Juni 2007 beschloss der Rat der Stadt, Stolpersteine des Kölner Künstlers Gunter Demnig verlegen zu lassen. Die Verlegung begann am 2. September 2008 im Rahmen der Feier zum 750-jährigen Stadtjubiläum.

#### Jüngste Zeitgeschichte
Bereits seit 1935 ist die Stadt wegen des schonenden bis reizmilden Klimas als Luftkurort anerkannt. Am 1. September 1950 wurde die Klinik Wittgenstein als „Krankenhaus für vegetative Erkrankungen und Klinik für psychosomatische Medizin“ eröffnet und ist damit eine der ältesten psychosomatischen Kliniken Deutschlands. Sie ist bis heute unter der Trägerschaft des Evangelischen Johanneswerkes.
Mit der staatlichen Anerkennung als Kneipp-Kurort wurde am 1. Juli 1971 der Namenszusatz Bad verliehen und seitdem lautet der Name Bad Berleburg. Die staatliche Anerkennung als Heilbad erfolgte 1974.
Im November 2013 wurde in der ehemaligen Rothaarklinik am Spielacker eine Notunterkunft für ca. 300 Flüchtlinge eingerichtet. Im September 2014 betrug die Kapazität 450 Flüchtlinge. Im Mai 2015 wurde die Notunterkunft für Flüchtlinge in der ehemaligen Klinik in eine Erstaufnahmeeinrichtung (Zentrale Unterbringungseinrichtung) des Landes Nordrhein-Westfalen für ca. 500 Flüchtlinge umgewandelt. Anfang 2019 wurde diese aber aufgrund von Problemen mit dem Sicherheitsdienst geschlossen.

### Eingemeindungen
Am 1. Januar 1975 wurde durch das Sauerland/Paderborn-Gesetz das umliegende Amt Berleburg aufgelöst und kam größtenteils zur Stadt Bad Berleburg. Es entstand durch die Eingliederung der bisherigen Gemeinden Alertshausen, Arfeld, Aue, Beddelhausen, Berghausen, Diedenshausen, Dotzlar, Elsoff, Girkhausen (großenteils), Hemschlar, Raumland, Richstein, Rinthe, Sassenhausen, Schüllar, Schwarzenau, Stünzel (großenteils), Weidenhausen, Wemlighausen, Wingeshausen und Wunderthausen eine der flächengrößten Städte in Nordrhein-Westfalen. Die Ortschaften Hoheleye, Langewiese, Mollseifen und Neuastenberg wurden dem neu gegründeten Hochsauerlandkreis zugeteilt. Sie sind seitdem Stadtteile von Winterberg. Die Ortschaften Balde, Birkelbach (Erndtebrück), Birkefehl, Leimstruth und Womelsdorf kamen zur Gemeinde Erndtebrück. Gleichzeitig wurde der Kreis Wittgenstein mit dem bisherigen Kreis Siegen zum neuen Kreis Siegen zusammengefasst. Am 1. Januar 1984 erfolgte die Umbenennung des Kreises Siegen in Kreis Siegen-Wittgenstein.

### Einwohnerentwicklung

Einwohnerentwicklung nach Gebietsständen

(Bad) Berleburg nach dem damaligen Gebietsstand
| Jahr            | Einwohner | Quelle |
| --------------- | --------- | ------ |
| 1961 (6. Juni)  | 6351      | [ 18 ] |
| 1970 (27. Mai)  | 7118      | [ 18 ] |
| 1974 (30. Juni) | 6969      | [ 24 ] |

Bad Berleburg nach dem heutigen Gebietsstand
| Jahr            | Einwohner |
| --------------- | --------- |
| 1961 0(6. Juni) | 19.373    |
| 1970 (27. Mai)  | 20.874    |
| 1974 (30. Juni) | 20.649    |
| 1998 (31. Dez.) | 21.177    |
| 1999 (31. Dez.) | 21.190    |
| 2000 (31. Dez.) | 21.219    |
| 2001 (31. Dez.) | 21.135    |
| 2002 (31. Dez.) | 21.022    |
| 2003 (31. Dez.) | 20.884    |
| 2004 (31. Dez.) | 20.794    |
| 2005 (31. Dez.) | 20.593    |
| 2006 (31. Dez.) | 20.440    |
| 2007 (31. Dez.) | 20.275    |
| 2008 (31. Dez.) | 20.083    |

| Jahr            | Einwohner |
| --------------- | --------- |
| 2009 (31. Dez.) | 19.993    |
| 2010 (31. Dez.) | 19.814    |
| 2011 (31. Dez.) | 19.616    |
| 2012 (31. Dez.) | 19.472    |
| 2013 (31. Dez.) | 19.236    |
| 2014 (31. Dez.) | 19.515    |
| 2015 (31. Dez.) | 19.774    |
| 2016 (31. Dez.) | 19.261    |
| 2017 (31. Dez.) | 19.497    |
| 2018 (31. Dez.) | 19.446    |
| 2019 (31. Dez.) | 18.914    |
| 2020 (31. Dez.) | 18.847    |
| 2021 (31. Dez.) | 18.853    |
| 2022 (31. Dez.) | 18.981    |

## Politik

### Stadtrat
Der Stadtrat der Stadt Bad Berleburg besteht aus 32 Sitzen. Die Kommunalwahl am 13. September 2020 erbrachte folgendes Ergebnis:
| Ratswahl 2020Wahlbeteiligung: 61,58 % (2014: 59,1 %) %50403020100 48,7 %27,0 %5,5 %3,6 %7,1 %2,6 %5,5 % CDUSPDUWGFDPGrüneLinkeAfDGewinne und Verlusteim Vergleich zu 2014 %p 8 6 4 2 0 −2 −4 −6 −8−10−12−14−16+6,8 %p−14,6 %p± 0,0 %p+1,0 %p+1,7 %p−0,4 %p+5,5 %pCDUSPDUWGFDPGrüneLinkeAfD |  | Sitzverteilung im Stadtrat von Bad Bad Berleburg 2020Insgesamt 32 Sitze - Linke: 1 - Grüne: 2 - SPD: 9 - UWG: 2 - FDP: 1 - CDU: 15 - AfD: 2 |

Sitzverteilungen nach den bisherigen Kommunalwahlen seit 2004:
| Wahljahr | CDU | SPD | UWG | FDP | GRÜNE | Linke | AfD | Gesamt |
| 2020     | 15  | 9   | 2   | 1   | 2     | 1     | 2   | 32     |
| 2014     | 13  | 13  | 2   | 1   | 2     | 1     | –   | 32     |
| 2009     | 15  | 13  | 3   | 2   | 1     | –     | –   | 34     |
| 2004     | 16  | 17  | 3   | 1   | 1     | –     | –   | 38     |

### Städtepartnerschaften
Fredensborg auf der Insel Seeland in Dänemark ist seit 1975 (damals noch Fredensborg-Humlebæk) Partnerstadt von Bad Berleburg. Darüber hinaus besteht seit 1982 eine Städtefreundschaft mit der dänischen Gemeinde Aarup.

### Wappen und Banner

Banner der Stadt Bad Berleburg

| Wappen Bad Berleburg.svg | Blasonierung: „Geteilt und oben gespalten; vorne in Rot ein linksgewendeter, doppelschwänziger, herschauender, blau bewehrter, goldener Löwe, hinten in Silber zwei schwarze Pfähle; unten in Silber ein nach links laufender, rot bewehrter, schwarzer Bär.“ |
| Wappen Bad Berleburg.svg | Wappenbegründung: Der Löwe ist das Wappentier des Hauses Sayn. Der Bär steht für die Jagd. Die schwarzen Pfähle in Silber sind dem Wappen des Hauses Wittgenstein entnommen.                                                                                  |

Am 25. Juni 1976 wurde der Stadt ein Banner genehmigt, welches wie folgt beschrieben wird: „Vorn Weiß und Schwarz im Verhältnis 1 : 1 längsgestreift, in der Mitte der oberen Hälfte der Wappenschild der Stadt.“

### Naturdenkmäler

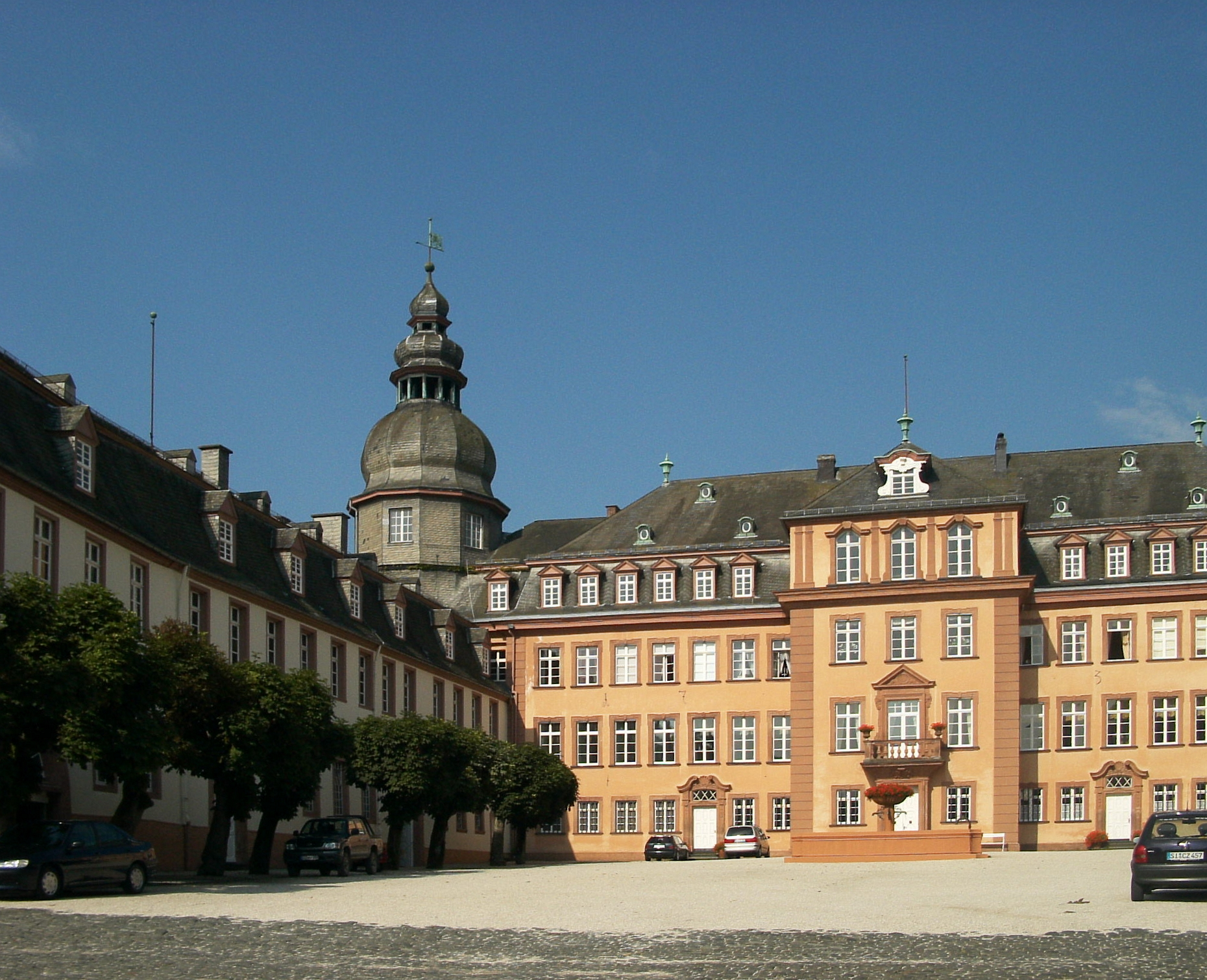
Schloss Berleburg

## Kultur und Sehenswürdigkeiten

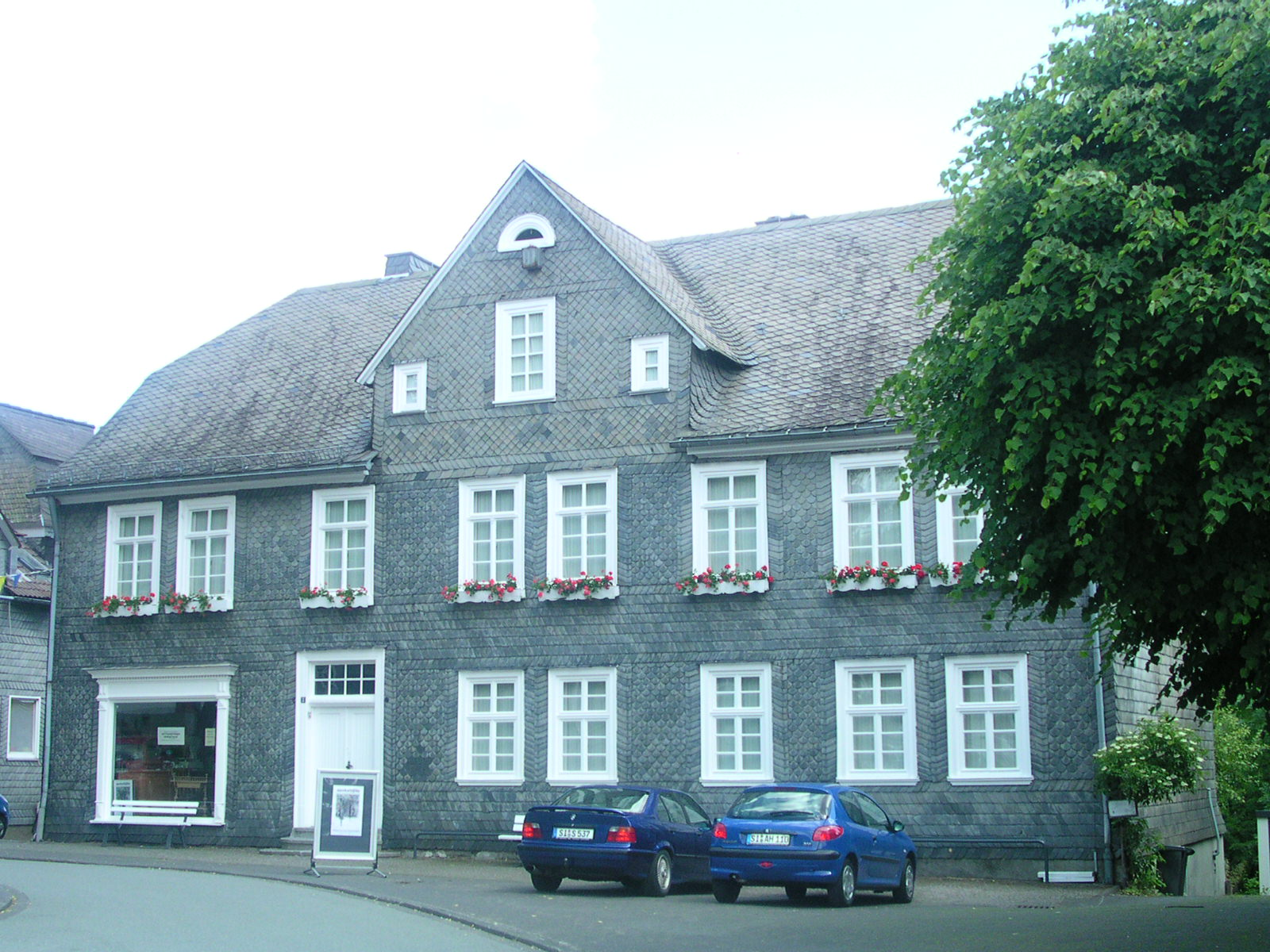
Stadtmuseum Bad Berleburg

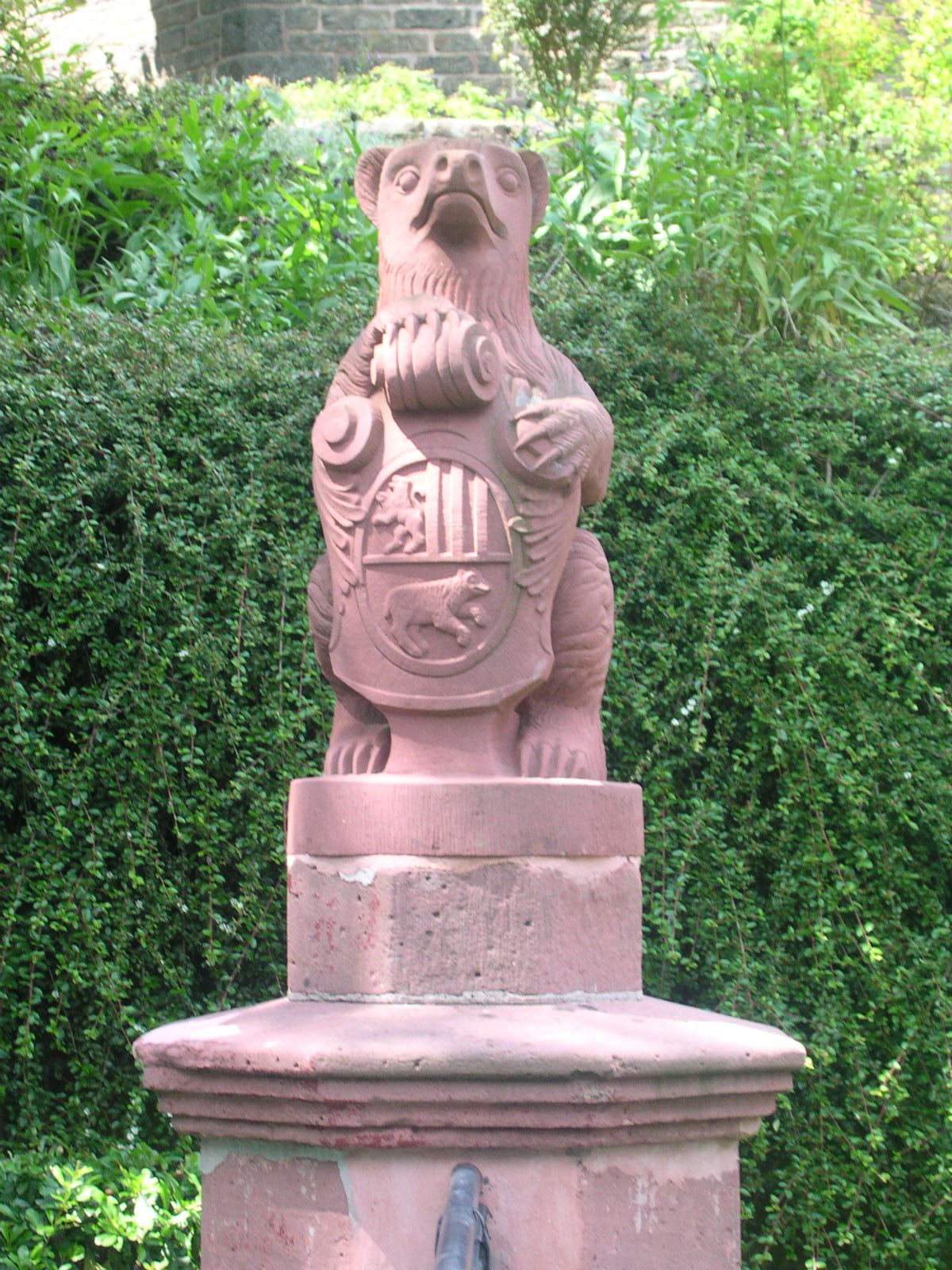
Brunnenfigur mit Wappen

### Museen
In Hüttental besteht eine Ansiedlung oberhalb der Ortschaft Schwarzenau, das Alexander-Mack-Museum, das die Geschichte des radikalen Pietismus in der Region zu Beginn des 18. Jahrhunderts dokumentiert. Benannt ist das Haus nach dem Begründer der Schwarzenau Brethren Alexander Mack. Weitere Museen sind das Schmiedemuseum Arfeld, das Heimathaus Diedenshausen, die Drehkoite Girkhausen (mit Möglichkeit zu Trauungen), das Schieferschaubergwerk Raumland und das Museum Hof Espe.

### Bauwerke
- Schloss Berleburg, eine Anlage mit barockem Haupthaus von 1733 mit Schlossmuseum zur Geschichte des Fürstenhauses zu Sayn-Wittgenstein-Berleburg
- Schulkapelle Sassenhausen: Das 1703 von Mannus Riedesel erbaute Fachwerkhaus wurde als Kapelle und als Schulgebäude genutzt.
- Ludwigsburg: Das ebenfalls von Mannus Riedesel gebaute einstige Wohngebäude einer Seitenlinie der Wittgensteiner Grafen besitzt reichhaltige Verzierungen an den Gesimsen und Eckbalken.
- Die denkmalgeschützte Evangelische Kirche
- Die denkmalgeschützte Bismarcksäule

Bad Berleburg beherbergt insgesamt 104 Baudenkmäler.

### Stolpersteine
Von den weltweit über 46.000 verlegten Stolpersteinen befinden sich 46 in Bad Berleburg.

### Regelmäßige Veranstaltungen
- Wollmarkt am ersten Sonntag im Mai
- Stünzelfest, Kreistierschau mit Jahrmarkt am zweiten Samstag im Juni
- Kirmes zu Arfeld, das älteste Volksfest in Wittgenstein
- Holzmarkt in jedem geraden Jahr am zweiten Wochenende im September
- KNAX-Spielfest und Sommernachtsparty im Bad Berleburger Rathausgarten am letzten Samstag der Sommerferien
- Erntedankfest am ersten Sonntag im Oktober
- Weihnachtsmarkt Diedenshausen am ersten Adventssamstag
- Weihnachtsmarkt Arfeld am ersten Samstag im Dezember
- Diverse Schützenfeste finden in fast allen Ortsteilen zwischen Juni und September jeden Jahres statt

## Wirtschaft und Infrastruktur

### Verkehr

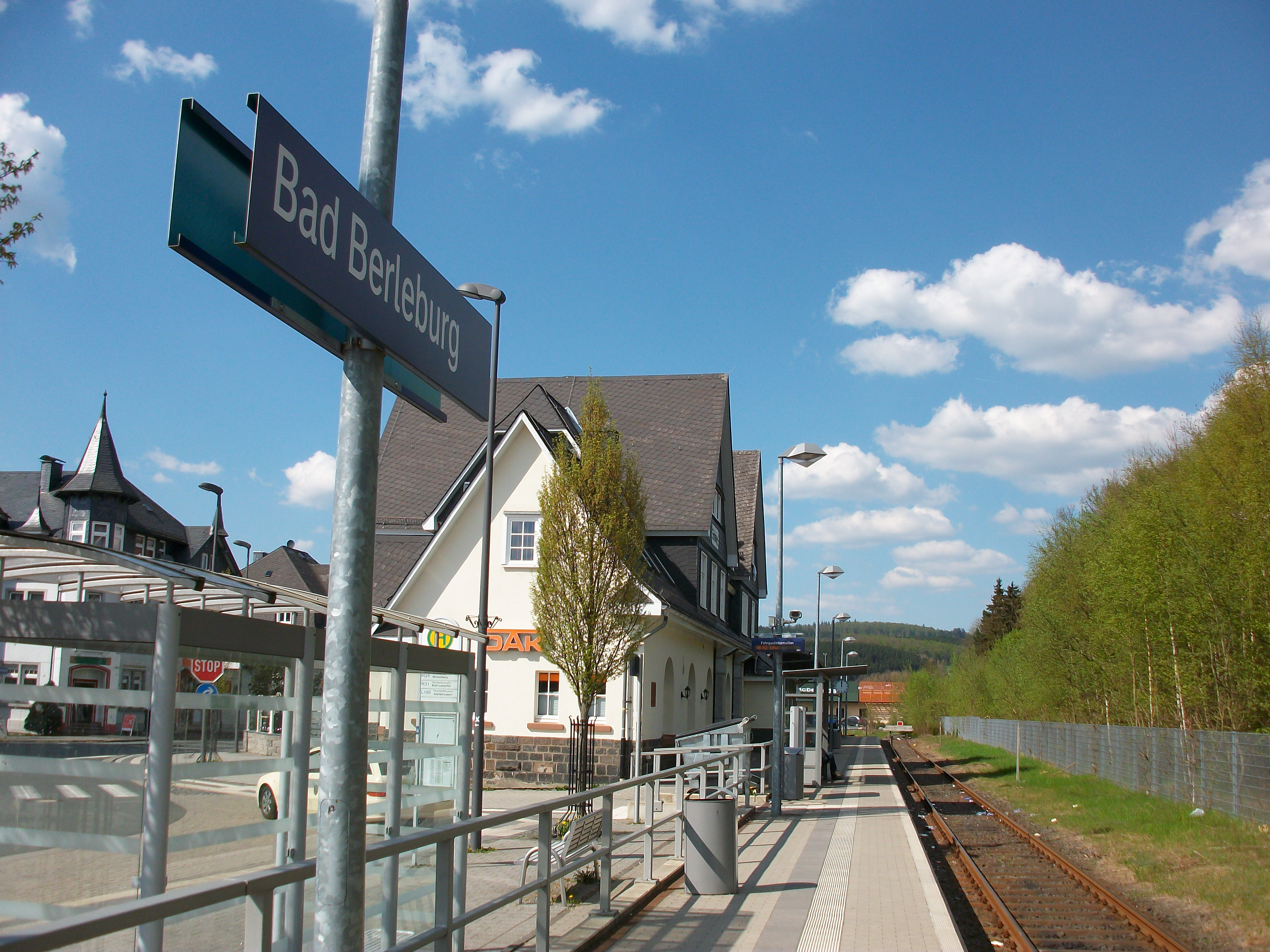
Bahnhof Bad Berleburg, Streckenende (2016)

Das Stadtgebiet wird von Norden nach Süden von der Bundesstraße 480 durchquert, die Bad Berleburg mit Winterberg im Norden und Erndtebrück im Südwesten verbindet.
Aus südlicher Richtung erreicht die Bahnstrecke Erndtebrück–Bad Berleburg die Stadt und endet dort. Bis zum 29. Mai 1981 bestand von Bad Berleburg eine Verbindung nach Allendorf und Frankenberg durch die Obere Edertalbahn und die Bahnstrecke Nuttlar–Frankenberg. Architekt des im Heimatschutzstil errichteten Bahnhofsgebäudes war Regierungsbaumeister Alois Holtmeyer.
Geplant war auch eine Bahnverbindung nach Winterberg, welche aber aufgrund zu hohen Kostenaufwands nicht realisiert werden konnte.
Im Mai 2016 kündigte der Zweckverband Personennahverkehr Westfalen-Süd an, drei neue Nachtbuslinien im Kreis Siegen-Wittgenstein zunächst bis zum 31. Dezember 2016 als Versuchsangebot einzurichten. Zwei der Linien durchquerten hierbei das Stadtgebiet. Die Busse des Versuchsangebotes verkehrten jeweils in den Nächten von Freitag auf Samstag und Samstag auf Sonntag zwischen Siegen und Bad Berleburg über Netphen und Erndtebrück sowie zwischen Bad Berleburg und Bad Laasphe. Das Angebot wurde wegen mangelnder Nachfrage eingestellt.

### Radfernwege
Entlang der Eder führen folgende Radwanderwege:
- Der 180 km lange Eder-Radweg beginnt im Rothaargebirge in Nordrhein-Westfalen und heißt hier Ederauenweg. Der größte Teil führt durch Hessen und heißt dann Ederradweg. Er folgt dem Lauf der Eder bis zur Mündung in die Fulda (Fluss) bei Guxhagen.

Oranier-Fahrrad-Route

- Ein Fahrradweg auf der Oranier-Route verbindet die Städte Diez, Nassau, Braunfels, Dillenburg, Siegen und Bad Arolsen, die seit vielen Jahrhunderten eng mit dem Königshaus der Niederlande verbunden sind, über rund 400 Kilometer.

### Wanderwege
Durch das Stadtgebiet von Bad Berleburg führen folgende Wanderwege:
- Der 20,8 km lange Premium-Wanderweg Via Adrina liegt in Nordrhein-Westfalen und führt durch die abwechslungsreiche Landschaft entlang der Eder um Arfeld und Schwarzenau.
- Der Wittgensteiner Schieferpfad wurde im Jahre 2005 als erster Premium-Wanderweg der Region mit dem Deutschen Wandersiegel ausgezeichnet und begeistert seither seine Besucher. Der 15 km lange Wanderweg führt durch den Fluss Eder und vier Naturschutzgebiete und die am Wegesrand befindliche Fledermaushöhle ist der Grund für die Wandermarkierung, die Fledermaus.
- Bei de Hullerkeppe[36] ist der Name eines Rundwanderweges der rund um Dotzlar im Kreis Bad Berleburg und dem Wittgensteiner Land führt. Auf 20 km lernen Wanderer viel über die Dotzlarer Mundart und Pflanze Wacholder, der der Premium-Wanderweg gewidmet ist.
- Natur trifft Kunst ist das Motto des 23 km langen Wanderweg WaldSkulpturenWeg der von Bad Berleburg im Kreis Siegen-Wittgenstein nach Schmallenberg im Sauerland führt[37].

### Industrie, Gewerbe, Dienstleistung
Industrie- und Gewerbeflächen stehen im interkommunalen Industriepark Wittgenstein in Erndtebrück-Schameder zur Verfügung.

### Bedeutende aktive Unternehmen
- Wittgensteiner Kuranstalt

1951 wurde in privater Initiative ein Kneipp-Kurverein gegründet, der der Vorläufer der Wittgensteiner Kuranstalt (WKA) war. Im ersten Jahr der Eröffnung des Kneippkur-Betriebes durch die WKA 1953 zählte man 11.000 Übernachtungen. Nach und nach wurde Berleburg zu einem großen Kneipp-Kurort in Deutschland. Die heute in Bad Berleburg bestehenden Rehakliniken der Fachrichtungen Psychosomatik, Orthopädie und Neurologie gehörten zur Gruppe der Helios Kliniken GmbH und sind  Bestandteil der Fresenius SE & Co. KGaA. Die Herz-Kreislaufklinik wurde Ende 2011 geschlossen. Im Oktober 2012 zog die Psychosomatik der Rothaarklinik in deren Gebäude im Arnikaweg 1 um. Das akutmedizinische ehemalige Kreiskrankenhaus firmierte nun unter dem Namen HELIOS-Klinik. 2018 gingen alle Helios Kliniken in Bad Berleburg an die VAMED Gruppe.
- Evangelisches Johanneswerk Das Ev. Johanneswerk ist neben der Klinik Wittgenstein (Krankenhaus für die Fachgebiete Psychosomatische Medizin und Psychotherapie, Psychoanalyse sowie Psychiatrie und Psychotherapie) auch Träger von zwei Altenheimen (Haus am Sähling und Friedrike-Fliedner-Haus) und gemeinsam mit dem Evangelischen Kirchenkreis Träger des Diakonischen Werkes Wittgenstein, das mit den Standorten Bad Berleburg, Bad Laasphe/Erndtebrück Menschen in der Region vielfältige Hilfe anbietet.  In der Klinik Wittgenstein, Krankenhaus für Psychosomatische Medizin und Psychotherapie, Psychoanalyse sowie Psychiatrie und Psychotherapie, werden bis zu 130 Patienten vollstationär betreut. Ergänzt wird das Angebot durch 40 teilstationäre Behandlungsplätze in der Tagesklinik Netphen sowie eine Klinikambulanz.

- Regupol BSW

Ein international tätiges Unternehmen der Kunststoffverarbeitung. Bekannt geworden ist der blaue Sportbodenbelag, auf dem Usain Bolt den 100-m-Weltrekord aufstellte.
- EJOT

Die mittelständische Unternehmensgruppe, ein international tätiges Unternehmen im Bereich der Verbindungstechnik, hat ihren Hauptsitz in Bad Berleburg.
- Sonor

International bekannter Schlaginstrumentehersteller
- Sparkasse Wittgenstein

Sparkasse für die Städte Bad Berleburg, Bad Laasphe und die Gemeinde Erndtebrück
- Bikar Metals International tätiger Händler von Halbzeugen aus NE-Metallen mit Hauptsitz in Bad Berleburg-Raumland

### Bauprojekte
Das Modehaus Krug ließ bis 2005 ein neues Gebäude bauen, in dem neben dem Sporthaus Intersport Begro eine Rossmann-Filiale, KiK sowie Deichmann untergebracht sind. Im Jahr 2006 wurde das Rothaarbad in Bad Berleburg nach 4-jähriger umfassender Modernisierung und Renovierung wiedereröffnet. Im selben Jahr eröffnete der neue Supermarkt HIT. McDonald’s betreibt seit Juli 2008 eine Filiale in der Stadtmitte, anschließend an das Bahnhofsgelände. Ein Investor, der das Gelände der bereits abgerissenen Druckerei und Papierhandlung Schlabach in der Stadtmitte erworben hat, errichtet einen neuen ALDI-Markt. Am Sengelsberg entsteht ein neues Wohngebiet. Der zentrale Omnibusbahnhof in Bad Berleburg wurde 2008 für rund 417 000 Euro modernisiert. In der ehemaligen Jugendherberge am Goetheplatz eröffnete, namentlich an die ursprüngliche Nutzung angelehnt, im August 2008 das Hotel „Alte Schule“. Im Jahr 2011 wurde mit dem Abriss und Neubau des ortsansässigen REWE-Supermarktes begonnen und das Betriebsgelände in zentraler Lage zusätzlich um ein Gebäude für eine Filiale der Drogerie-Kette dm erweitert.

### Medien
Die Westfalenpost und die Siegener Zeitung erscheinen in Bad Berleburg mit Lokalausgaben für die Wittgensteiner Städte Bad Berleburg und Bad Laasphe sowie die Gemeinde Erndtebrück. Bis zum 14. März 2009 erschien auch die Westfälische Rundschau mit einer eigenen Lokalausgabe für Wittgenstein, die mit dem laufenden Umbau der WAZ-Mediengruppe in Essen eingestellt wurde. Abonnenten und Leser der Westfälischen Rundschau werden seit der Redaktionsschließung mit dem Wittgensteiner Lokalteil der Westfalenpost beliefert.

### Öffentliche Einrichtungen
Mit dem Amtsgericht Bad Berleburg ist die Stadt Sitz des auch für Bad Laasphe und Erndtebrück zuständigen Amtsgerichts.

### Bildung
- Grundschulen
  - Burgfeldschule Bad Berleburg
  - Grundschule Schüllar-Wemlighausen
  - Grundschule Berghausen
  - Grundschule Dotzlar
  - Grundschule Aue-Wingeshausen
  - Grundschule Elsoff
  - Grundschule Wunderthausen
- Hauptschulen
  - Ludwig-zu-Sayn-Wittgenstein-Schule Bad Berleburg
- Realschulen
  - Städtische Realschule Bad Berleburg
- Gymnasien
  - Johannes-Althusius-Gymnasium Bad Berleburg (gegründet ca. 1925)
- Berufskollegs
  - Berufskolleg Wittgenstein (BKW) des Kreises Siegen-Wittgenstein

### Sonstige Projekte
Im März 2010 wurde das Natur- und Artenschutzprojekt „Wisente im Rothaargebirge“ gestartet. Danach laufen „erstmals seit 850 Jahren wieder Wisente frei durch einen deutschen Wald“. Mit dem Projekt wird die Wiederansiedlung der im Jahre 1926 fast ausgestorbenen Tierart in freier Wildnis versucht. Als Zielpopulation ist die Obergrenze mit 25 Tieren angesetzt. Im September 2014 kam es zu einem Zwischenfall, bei welchem ein „Wisentranger“ durch einen Tritt von einem Wisent ins Gesicht verletzt wurde.

## Telefonvorwahlen
In der Stadt gilt hauptsächlich die Vorwahl 02751. Die weiteren Vorwahlen im Stadtgebiet sind:
- 02750 für Alertshausen, Christianseck, Diedenshausen, Garsbach und Wunderthausen
- 02755 für Arfeld, Beddelhausen, Elsoff, Richstein und Schwarzenau,
- 02758 für Girkhausen
- 02759 für Aue und Wingeshausen

## Persönlichkeiten

### Söhne und Töchter der Stadt
Aufgeführt sind Personen, die im heutigen Stadtgebiet geboren wurden; sofern sie nicht im seinerzeitigen (Bad) Berleburg geboren wurden, ist der Geburtsort mit angegeben.

#### Bis 18. Jahrhundert
- Johannes Althusius (1563–1638); geboren in Diedenshausen; Rechtsgelehrter und Politiker
- Ludwig Franz (Sayn-Wittgenstein-Berleburg) (1660–1694), regierender Graf
- Johann Heinrich Schramm (1676–1753); geboren in Girkhausen; reformierter Theologe
- Casimir (Sayn-Wittgenstein-Berleburg) (1687–1741); regierender Graf
- Justin Gerhard Duising (1705–1761); Mediziner und Hochschullehrer
- Christian Philipp Schleyer (1772–1844), Generalleutnant
- Louis Wallée (1773–1838), Landschaftsmaler
- Albrecht zu Sayn-Wittgenstein-Berleburg (1777–1851), Fürst zu Sayn-Wittgenstein-Berleburg
- Franz zu Sayn-Wittgenstein-Berleburg (1778–1854), Generalmajor
- August Ludwig zu Sayn-Wittgenstein-Berleburg (1788–1874), General und Politiker

#### 19. Jahrhundert
- Friedrich Wilhelm Winckel (1804–1876) Schriftsteller, Theologe und Ehrendoktor der Universität Marburg
- Noah Wolff (1809–1907) Industriepionier in der Stadt Neheim
- August Jost (1811–1866), fürstlicher Kammerrat in Berleburg
- Johann Ludwig Christian "Lewis" Keseberg (1814–1895), geboren in Bad Berleburg, emigrierte 1844 in die USA, Mitglied und zugleich letztes, lebend gerettetes Mitglied der Donner Party[40]
- Adolf Kraemer (1832–1910), schweizerischer Agrarwissenschaftler
- Albrecht zu Sayn-Wittgenstein-Berleburg (1834–1904), Standesherr
- Gustav zu Sayn-Wittgenstein-Berleburg (1837–1889), Standesherr und Abgeordneter im Provinziallandtag von Westfalen
- Franz von Winckel (1837–1911), Gynäkologe
- Franz von Lipperheide (1838–1906), Verleger
- Carl zu Sayn-Wittgenstein-Berleburg (1839–1887), Standesherr und Abgeordneter im Provinziallandtag von Westfalen
- Karl Dickel (1853–1920) in Paulsgrund, Forstwissenschaftler und Jurist
- Luise Koppen (1855–1922) Schriftstellerin
- Jacob Nolde (1859–1916) Industrieller und Umweltaktivist in Pennsylvania, 1916 Initiator der Jacob-Nolde-Stiftung in Berleburg
- Richard Winckel (1870–1941) Maler, Grafiker und Professor der Kunstgewerbe- und Handwerkerschule in Magdeburg
- Hermann Rotberg (1873–1945), Verwaltungsjurist und Parlamentarier
- Max Winckel (1875–1960) Chemiker
- Frieda Claudy (1880–1946) Heimatdichterin und Gemeindeschwester der ev. Kirchengemeinde
- Richard zu Sayn-Wittgenstein-Berleburg (1882–1925), Chef des Hauses Sayn-Wittgenstein-Berleburg
- Adolf Kraemer (1887–1940) * in Berleburg; Heimatforscher, Künstler und Autor, im Hauptberuf Beamter des Katasteramtes Arnsberg.
- Oswald Kroh (1887–1955) in Beddelhausen, Pädagoge und Psychologe
- Heinrich Spies (1890–1961) ehrenamtlicher Oberbürgermeister und Ehrenbürger von Düren
- Wilhelm Florin (1894–1944), Pfarrer der Bekennenden Kirche
- Wilhelm Althaus (1899–1980) Schauspieler und Schauspiellehrer

#### 20. Jahrhundert
- Fritz Krämer (1903–1981) in Raumland, Autor und Herausgeber umfangreicher Heimatliteratur
- Gustav Albrecht zu Sayn-Wittgenstein-Berleburg (1907–1944), 1969 für tot erklärter Chef des Hauses Sayn-Wittgenstein-Berleburg
- Eduard Florin (1910–2003), SS-Unterscharführer, beteiligt am Massaker von Farneta
- Wilfried Lückert (1920–2015), Oberkreisdirektor

- Johann Friedrich Henschel (1931–2007) in Schwarzenau, bis 1995 Vizepräsident des Bundesverfassungsgerichts
- Wilhelm Nölling (1933–2019) in Wemlighausen, Wirtschaftswissenschaftler und Politiker (SPD), Dozent für Volkswirtschaftslehre an der Akademie für Wirtschaft und Politik, MdB 1969–1974, 1974–1982 Senator in Hamburg, 1982–1992 Präsident der Landeszentralbank in Hamburg
- Oswald Römer (1938–1998) in Berghausen, Zeichner, Tier- und Landschaftsmaler
- Gerhard Dickel (1938–2003) in Girkhausen, Kirchenmusikdirektor, Kantor, Organist und Musikprofessor in Hamburg
- Heinz Duchhardt (* 1943), Historiker und Direktor des Mainzer Instituts für Europäische Geschichte in der Abteilung für Universalgeschichte
- Siegfried Fietz (* 1946), christlicher Liedermacher
- Hans-Werner Schwarz (* 1946), Politiker (FDP)
- Helmut Born (* 1948) in Berghausen, Generalsekretär des Deutschen Bauernverbandes seit 1991
- Rolf Hosfeld (1948–2021), Germanist, Autor und Kulturhistoriker
- Paul Breuer (* 1950) in Berghausen, Politiker (CDU), MdB 1980–2003, Landrat des Kreises Siegen-Wittgenstein 2003–2014
- Detlev Fröhlich (* 1953) Generalstabsarzt der Bundeswehr
- Wolfgang Euteneuer (* 1955), Fußballspieler
- Jürgen Kopp (1956–2014) Orgelbaumeister
- Magdalene L. Frettlöh (* 1959) in Beddelhausen, evangelische Theologin
- Martin Pöttner (* 1959), evangelischer Theologe
- Norbert Dickel (* 1961) in Berghausen, ehemaliger Fußballer, Stadionsprecher von Borussia Dortmund
- Wolf Peter Klein (* 1961), Germanist und Hochschullehrer
- Andreas Schwarz (* 1965) Politiker (SPD), MdB seit 2013
- Aloysius Althaus (* 1966) Abt der Abtei Königsmünster
- Jens Westemeier (* 1966), Offizier und Militärhistoriker
- Michael Born (* 1967), Sportfunktionär
- Jürgen Roth (* 1968), Schriftsteller
- Volker Haucke (* 1968), Biochemiker und Zellbiologe
- Maik Eckhardt (* 1970) in Berghausen, Sportschütze
- Tobias Kaiser (* 1971), Historiker
- Luiza Licina-Bode (* 1972), Juristin und Politikerin (SPD)
- Ingo Weller (* 1973), Betriebswirtschaftler
- Pia Wunderlich (* 1975), Fußballnationalspielerin (1993–2009 1. FFC Frankfurt)
- Tina Wunderlich (* 1977), Fußballnationalspielerin (1994–2015 1. FFC Frankfurt)
- Anke Fuchs-Dreisbach (* 1977), Politikerin (CDU)
- Christoph Knie (* 1984) Biathlet
- Tim Treude (* 1990), Fußballspieler
- Lena Lückel (* 1995), Fußballspielerin

### Weitere Persönlichkeiten, die mit der Stadt in Verbindung stehen
- Georg V. (Sayn-Wittgenstein-Berleburg)(1565–1631), regierender Graf und Begründer der Stammlinie Sayn-Wittgenstein-Berleburg
- Ludwig Christof Schefer (1669–1731); Berleburger Pfarrer, (Mit-)Übersetzer und Herausgeber der Berleburger Bibel
- Johann Jacob Haug (1690–1756), pietistischer Verleger
- Bernhard Hupfeld (1717–1796); Komponist und Kapellmeister
- Heinrich Matthey (1825–1913), deutsch-amerikanischer Publizist, Gründer des Wittgensteiner Kreisblatts
- Karl von Thielen (1832–1906), kommissarischer Landrat in Wittgenstein von 1861–1863, ab 1891 Staatsminister in Berlin
- Wolfgang Kreutter (1924–1989), Wittgensteiner Bildhauer mit Siegener Wurzeln
- Richard zu Sayn-Wittgenstein-Berleburg (1934–2017), Unternehmer, Chef des Hauses Sayn-Wittgenstein-Berleburg 1969–2017
- Gautam (* 1949) geb. in Dortmund,  Bildhauer, seit 2010 in Bad Berleburg
- Gustav Prinz zu Sayn-Wittgenstein-Berleburg (* 1969) Unternehmer und Chef des Gesamthauses Sayn-Wittgenstein
- Miriam Pielhau (1975–2016), verbrachte einen Großteil ihrer Jugend in Bad Berleburg-Aue, Moderatorin
- Nathalie zu Sayn-Wittgenstein-Berleburg (* 1975) in Kopenhagen, Dressurreiterin
- Jan Wüstenfeld (* 1975) ehemaliger Biathlet, Weltcup-Sieger
- Susanne Menzel-Riedl (* 1976 Siegen) lebte in Aue, Biologiedidaktikerin, Hochschulprofessorin und Präsidentin der Universität Osnabrück
- Christina Zerbe (* 1980) lebt in Bad Berleburg-Wingeshausen, ehemalige Fußballnationalspielerin